# 共在説
共在説（きょうざいせつ）は、聖餐におけるパンとぶどう酒の聖別で、カトリックの教理で定める聖変化（transsubstantiatio：実体の変化）を認める説に対して、パンとぶどう酒の実体は変わらず、パンとぶどう酒の実体と共にキリストの体と血の実体が共に現存するという説。マルティン・ルターによって提唱された説。

## 概要
ドイツの宗教改革家マルティン・ルターが1529年のマールブルク会談で唱えた説。
カトリックでは、パンと葡萄酒は聖別されると、実体的にキリストのからだと血に変化するという「化体説」を公認していたが、福音主義運動の担い手の多くはこれを批判したが、ルターはキリストのからだと血は、聖体拝領のパンと葡萄酒の中に、その下にそれとともに実在するという共在説（両体共存説）をとってカトリック的痕跡をとどめた。これに対し、人文主義の強い影響を受けたフルドリッヒ・ツヴィングリは「象徴説」を採用し、パンと葡萄酒にはいかなる意味においてもキリストのからだと血は実在せず、キリストを象徴する記号にすぎないと主張した。この対立はプロテスタント内部の分裂の一因となった。